# Liste lateinischer Phrasen/N

## Nam
Nam et ipsa scientia potestas est.
„Denn auch das Wissen selbst ist Macht.“ – Francis Bacon, De Haeresibus, 1597
Nam tua res agitur, paries cum proximus ardet.
„Denn es geht um dein Eigentum, wenn die nächste Wand brennt.“ – Horaz, Epistulae 1,18,84

## Nanos

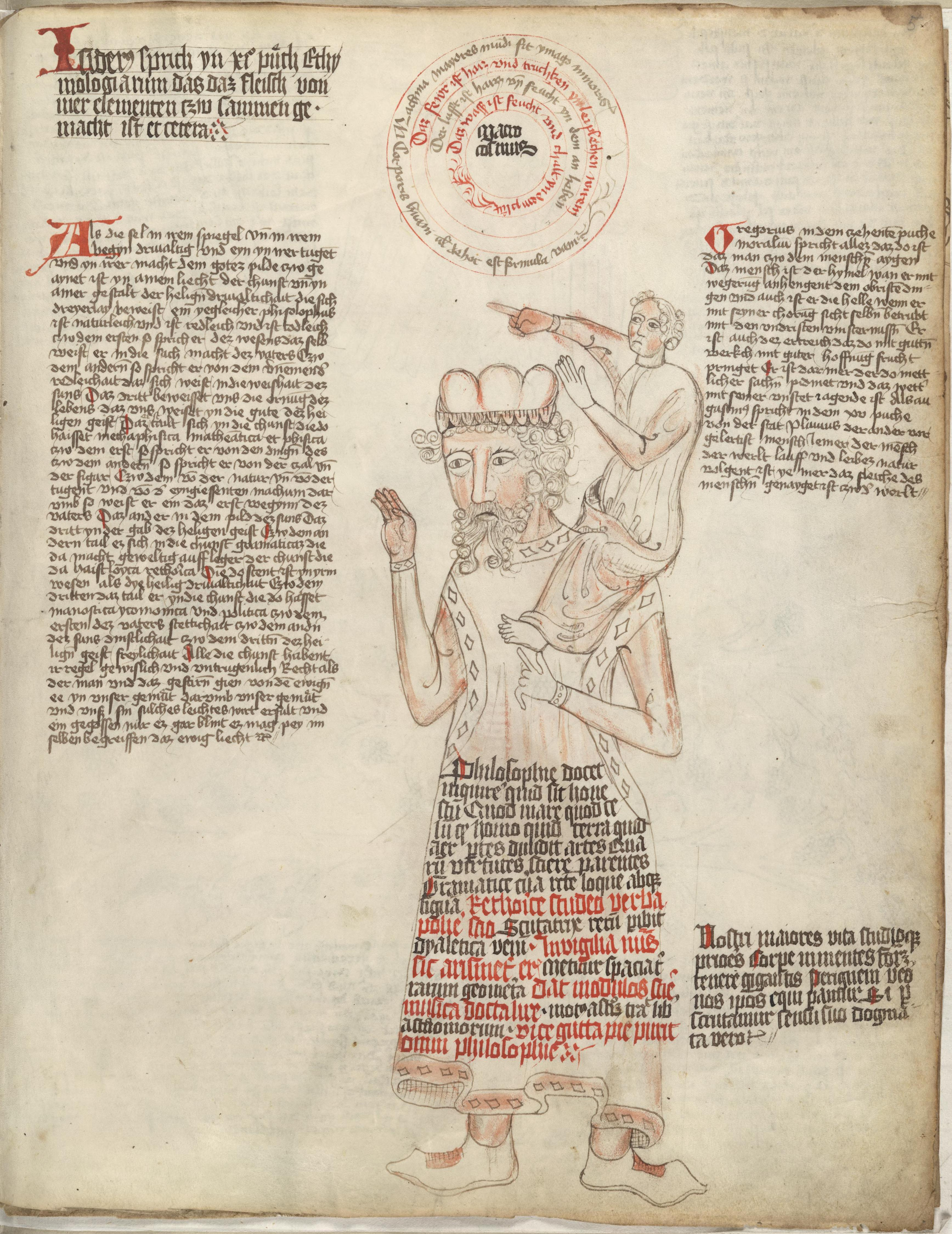
Zwerg auf den Schultern eines Riesen, Anfang 15. Jahrhundert

Nanos gigantum humeris insidentes
„Zwerge, die auf den Schultern von Riesen sitzen“ – Englisch 1676 in einem Brief von Isaac Newton: „If I have seen further it is by standing on the shoulders of giants.“ („Wenn ich weiter geblickt habe, so deshalb, weil ich auf den Schultern von Riesen stehe.“)
Bezeugt ist das Gleichnis erstmals bei Bernhard von Chartres um 1120. Johannes von Salisbury zitiert Bernhard 1159 in seinem Werk Metalogicon:
„Dicebat Bernardus Carnotensis nos esse quasi nanos gigantum umeris insidentes, ut possimus plura eis et remotiora videre, non utique proprii visus acumine, aut eminentia corporis, sed quia in altum subvehimur et extollimur magnitudine gigantea.“
„Bernhard von Chartres sagte, wir seien gleichsam Zwerge, die auf den Schultern von Riesen sitzen, um mehr und Entfernteres als diese sehen zu können – freilich nicht dank eigener scharfer Sehkraft oder Körpergröße, sondern weil die Größe der Riesen uns emporhebt.“

## Nascentes
Nascentes morimur finisque ab origine pendet.
„Schon wenn wir geboren werden, sterben wir, und das Ende beginnt mit dem Anfang.“ – Manilius, Astronomica 4,16.
Siehe auch Mors omnia solvit. Nascentes morimur …

## Nasciturus
Nasciturus pro iam nato habetur.
„Das Kind im Mutterleib wird behandelt wie ein bereits geborenes.“ – Rechtsgrundsatz

## Natura
Natura abhorret vacuum.
„Die Natur schreckt vor der Leere zurück.“ – Die Hypothese geht auf Aristoteles zurück und wurde noch von Galileo Galilei bekräftigt. Davon abgeleitet ist der Begriff Horror vacui.
Natura artis magistra.
„Die Natur ist die Meisterin [oder Lehrerin] der Kunst.“
Natura fundit ingenium, provehit usus.
„Die Natur begründet die Begabung, der Gebrauch fördert sie.“
Natura naturans
„Die schaffende Natur“
Natura naturata
„Die geschaffene Natur“
Natura nihil frustra facit.
„Die Natur tut nichts Überflüssiges.“ – Der Satz lautet bei Thomas von Aquin vollständig: „natura nihil facit frustra neque deficit in necessariis“ („Die Natur tut nichts Überflüssiges und bleibt hinter dem Notwendigen nicht zurück“).
Das ist die Übersetzung eines Satzes von Aristoteles: ἡ φύσις μήτε ποιεῖ μάτην μηθὲν μήτε ἀπολείπει τι τῶν ἀναγκαίων (he physis mete poiei maten methen mete apoleipei ti ton anankaion). Dies ergibt sich aus seiner Vorstellung von der Teleologie.
Natura non facit saltus.
„Die Natur macht keine Sprünge.“ – Das Axiom ist schon antik, diese Formulierung stammt jedoch von dem schwedischen Naturwissenschaftler Carl von Linné, der mit diesem Satz ausdrückte, dass sich Veränderungen in der Natur nicht sprunghaft vollziehen, sondern stetig. Eine andere Version ist:
„Natura in operationibus suis non facit saltum.“
„Die Natur macht in ihren Verrichtungen keinen Sprung.“
Das Axiom geht auf den griechischen Spruch Ἡ φύσις οὐδὲν ποιεῖ ἅλματα zurück.
Natura plus trahit quam septem boves.
„Die Natur zieht mehr als sieben Ochsen.“
Natura sanat, medicus curat.
„Die Natur heilt, der Arzt behandelt.“
Natura semina nobis scientiae dedit, scientiam non dedit.
„Die Natur gab uns den Samen des Wissens, das Wissen (selbst) gab sie nicht.“

## Naturae
Naturae convenienter vive.
„Lebe der Natur gemäß!“

## Naturalia
Naturalia non sunt turpia.
„Natürliches ist keine Schande.“ – Ursprünglich ein Zitat des griechischen Dichters Euripides: Οὐκ αἰσχρὸν οὐδὲν τῶν ἀναγκαίων βροτοῖς. (Ouk aischron ouden tôn anankaiôn brotois.).

## Naturam
Naturam expelles furca, tamen usque recurret.
„Auch wenn du die Natur mit der Gabel austreibst, wird sie immer zurückkehren.“ – Zitat aus den Briefen des Dichters Horaz (1, 10, 24).

## Navigare

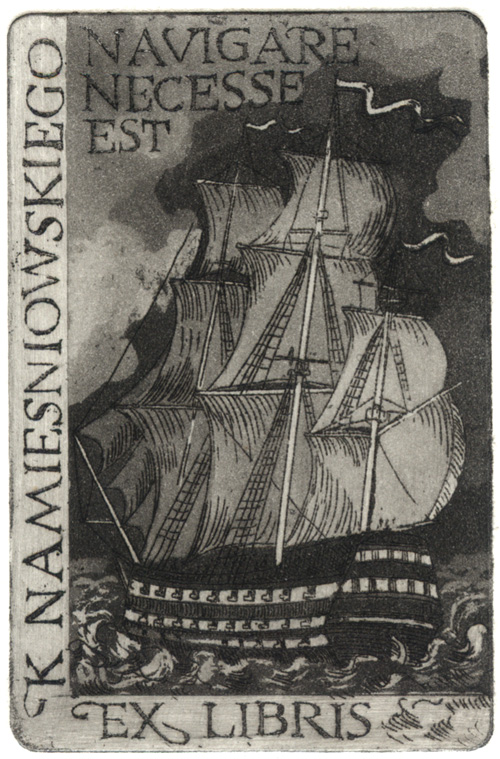
Navigare necesse est auf einem Exlibris

Navigare necesse est.
„Seefahren ist notwendig.“ – Dieses Diktum geht auf den griechischen Spruch Πλεῖν ἀνάγκη, ζῆν οὐκ ἀνάγκη. zurück und lautet vollständig: „Navigare necesse est, vivere non est necesse.“ („Seefahrt tut not, Leben tut nicht not.“)
NAVIGARE NECESSE EST ist die Randinschrift der 3- und 5-RM-Gedenkmünzen von 1927 zur Hundertjahrfeier von Bremerhaven. Traditionell wird auch der Stapellauf eines Schiffes von diesem Spruch begleitet.
Für den Satz existiert auch eine küchenlateinische Umdeutung.

## Naviget
Naviget Anticyram
„Er soll nach Antikyra fahren.“ – Die ehemalige Stadt Antikyra im Golf von Korinth war berühmt für ihre Nieswurz, ein Kraut, mit dem man angeblich Wahnsinn kurieren konnte. Die griechische Redewendung πλεύσειεν εἰς Ἀντικύρας wurde häufig als Anspielung auf jemandes Geisteszustand benutzt.

## Navita
Navita de ventis, de tauris narrat arator, / enumerat miles vulnera, pastor oves.
Properz, Elegiae 2,1,43–44
„Über die Stürme berichtet der Schiffer, der Pflüger von Stieren, Wunden rühmt der Soldat und seine Schafe der Hirt.“
Das Zitat ist Teil der Antwort des Dichters auf die Frage seiner Leser, warum er so oft über seine Amouren schreibt, und fasst in der Mitte des Gedichts (Vers 47) zusammen: „Jeder verbringe mit der Profession, die er am besten beherrscht, seine Zeit!“

## Ne

Motto des Campbell-Clans

Ne bis in idem
„Nicht zweimal in derselben Sache“ – Römischer Rechtsgrundsatz, dem zufolge nicht zwei Mal in derselben Sache geklagt werden darf.
Ne discere cessa
„Höre nicht auf zu lernen“, kurz auch als Nedice oder NDC bekannt. Marcus Porcius Cato dem Älteren zugeschrieben.
Ne ignem gladio fodias.
„Nicht mit dem Schwert im Feuer stochern“ – Gemeint ist: Nicht mit dem Feuer spielen. Aus den Adagia.
Ne obliviscaris.
„Du sollst nicht vergessen.“ – Motto des schottischen Clans Campbell
Ne quid nimis
„Nichts zuviel“ – Im Sinne von „Mäßigung in allem“. Griechisch Μηδὲν ἄγαν am Apollon-Tempel in Delphi.
Ne sutor ultra crepidam.
„Was über dem Schuh ist, kann der Schuster nicht (beurteilen).“ – „Schuster, bleib bei deinem Leisten!“ Das geflügelte Wort geht auf eine Anekdote über Apelles zurück, der sich gerne hinter seinen Bildern versteckte, um den Betrachtern zu lauschen. Einst habe ein Schuster bemängelt, die gemalten Schuhe hätten eine Öse zu wenig. Apelles habe das Bild korrigiert. Doch nun habe der Schuster auch etwas an den Schenkeln auszusetzen gehabt. Darauf habe Apelles ihm entgegnet: „Was über dem Schuh ist, kann der Schuster nicht beurteilen.“ („Ne sutor ultra crepidam.“ (wohl die häufigste Variante) oder „Sutor, ne ultra crepidam!“)
Ne te quaesiveris extra.
„Suche dich nicht außerhalb deiner selbst“ – Ralph Waldo Emerson in Anlehnung an Augustinus

## Nec

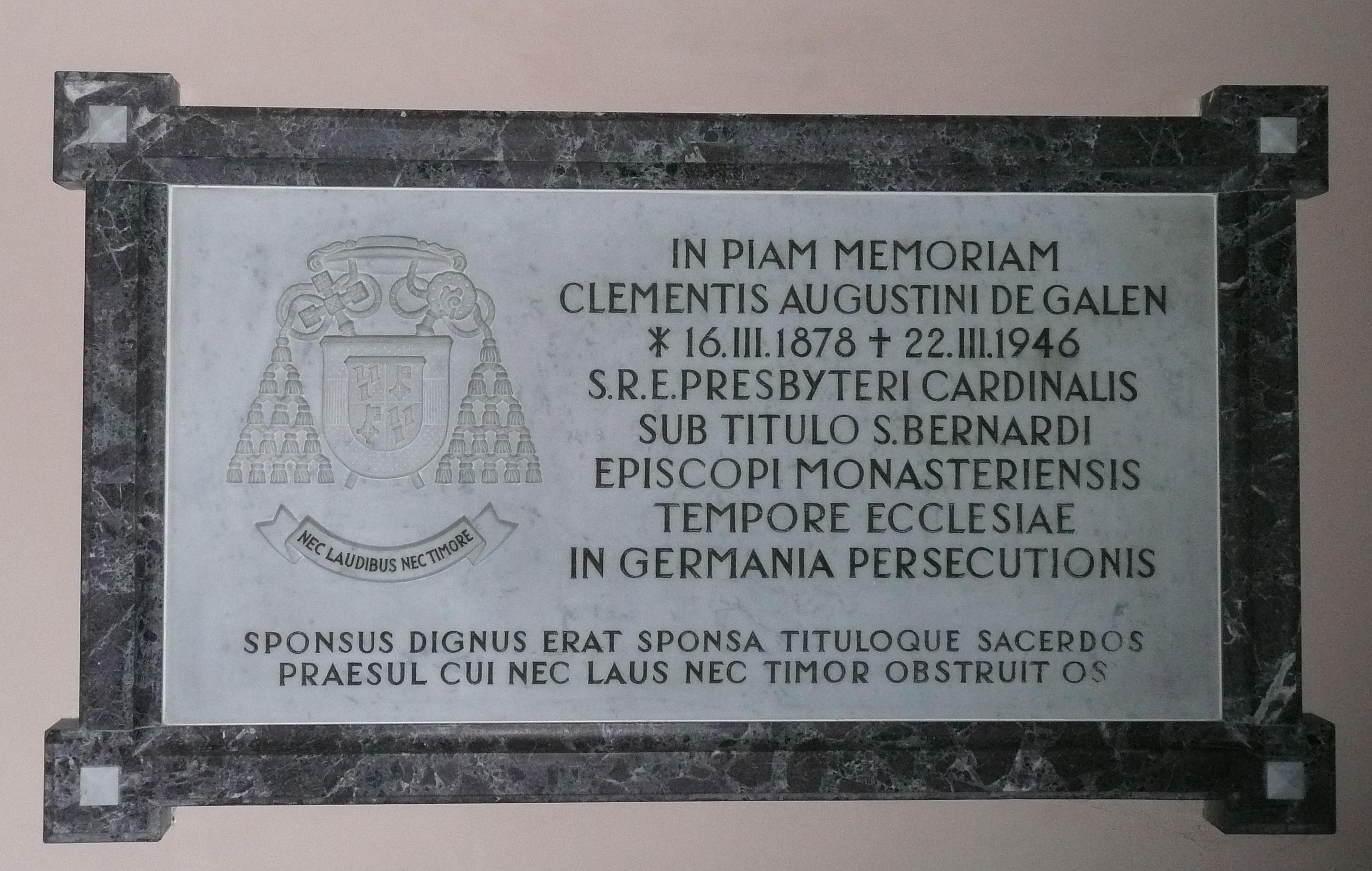
Erinnerungstafel in San Bernardo alle Terme mit Graf von Galens Wahlspruch: „Nec laudibus nec timore“

Wappen der Stadt Danzig mit dem Motto „Nec temere nec timide“

Nec aspera terrent.
„Auch Schwierigkeiten schrecken uns nicht.“ – Wahlspruch der Welfen, Minentaucher und der 1. Panzerdivision der Bundeswehr
Nec concupisces uxorem proximi tui.
„Du sollst nicht begehren deines Nächsten Weib.“ – Neuntes Gebot.
Nec desiderabis domum proximi tui, non agrum, non servum, non ancillam, non bovem, non asinum et universa, quae illius sunt.
„Du sollst nicht begehren deines Nächsten Haus, seinen Acker, seinen Sklaven, seine Magd, sein Rind, seinen Esel und alles, was ihm gehört.“ – Zehntes Gebot.
Nec laudibus nec timore
„Weder Menschenlob noch Menschenfurcht [soll uns bewegen].“ – Wahlspruch des Bischofs von Münster Clemens August Graf von Galen während der Nazizeit, Versprechen des Weihekandidaten aus der Liturgie der Bischofsweihe.
Nec loqueris contra proximum tuum falsum testimonium.
„Du sollst kein falsches Zeugnis ablegen wider deinen Nächsten.“ – Achtes Gebot.
 Nec mors humano subiacet arbitrio.
Und der Tod ist dem Willen der Menschen nicht unterworfen. – Maximianus, Elegiae 1,114
Nec omnia apud priores meliora.
„Früher war nicht alles besser.“ – Tacitus, Annales 3,55,5
Der Satz lautet vollständig: „… sondern auch unsere Epoche brachte vielerlei Großartiges und Kunstreiches hervor, an dem sich die Nachwelt orientieren soll.“
Nec pluribus impar
„Auch einer Überzahl nicht unterlegen“
Wahlspruch Ludwigs XIV. Auch Motto des 1. Kavallerieregiments der Fremdenlegion
Nec spe nec metu
„Weder aus Hoffnung noch aus Furcht“ – Wahlspruch von Peter Berling auf dem Titelblatt aller seiner Romane
Nec temere nec timide
„Weder unbesonnen noch furchtsam“ – Wahlspruch der Hansestadt Danzig
Nec virtus, nec animi dotes corruptione eximere queant corpus.
„Weder Tugend noch die Gaben des Geistes können den Körper vor dem Verfall bewahren.“

## Necessitas
Necessitas non habet legem.
„Not kennt kein Gebot.“

## Nego
Nego ac pernego!
„Ich sage nein und abermals nein!“

## Nemine
Nemine contradicente (nem. con.)
„Ohne dass jemand widerspricht“ – „Ohne Widerspruch“; wird besonders bei Konferenzen gebraucht, wenn ein Antrag nem. con. angenommen wird.
Neminem time, neminem laede
„Fürchte niemanden, verletze niemanden!“

## Nemo

Distelorden: Nemo me impune lacessit.

Nemo dat quod non habet
„Niemand gibt, was er nicht hat.“ – Niemand kann Besitzrechte weitergeben, über die er selbst nicht verfügt.
Nemo ante mortem beatus est.
„Niemand ist vor seinem Tode glücklich.“ – Sprichwort nach Ovid, Metamorphosen III, 136 f.
Nemo contra deum nisi deus ipse.
„Niemand darf Gott in Frage stellen außer Gott selbst.“ – Goethe, Motto des 4. Teils seiner Autobiographie „Dichtung und Wahrheit“.
Nemo inmature moritur, qui moritur miser.
Zu früh stirbt niemand, der im Unglück stirbt. – (Publilius Syrus, Sententiae N 44)
Nemo ita pauper vivit quam natus est.
„Niemand lebt so arm, wie er geboren wird.“
Nemo me impune lacessit.
„Niemand fordert mich ungestraft heraus.“ – Motto des schottischen Distelordens.
Nemo mortalium omnibus horis sapit.
„Kein Sterblicher ist jederzeit klug.“ – Nach Plinius dem Älteren, Naturalis historia 7.131.
Nemo nascitur sapiens, sed fit.
„Niemand wird weise geboren, sondern man wird es erst.“ – Nach Seneca, De ira 2.10.6 so viel wie: Es ist noch kein Meister vom Himmel gefallen.
Nemo plus iuris ad alium transferre potest quam ipse habet
„Niemand kann mehr Recht auf einen anderen übertragen, als er selbst hat“ – Römischer Rechtsgrundsatz nach Ulpian.
Nemo potest personam diu ferre, ficta cito in naturam suam recidunt.
„Niemand kann lange (auf Dauer) eine Maske tragen. Vorgespieltes (Verstellung) sinkt schnell in seine wahre Natur zurück.“ – Seneca, De clementia I,1,6 an Kaiser Nero
Nemo prudens punit, quia peccatum est, sed ne peccetur.
„Kein kluger Mensch erteilt eine Strafe, weil etwas verbrochen worden ist, sondern damit nichts verbrochen wird.“ – Seneca, de ira 1,19
Zweck der Strafe soll also nicht die Vergeltung sein, sondern die Besserung des Täters und die Abschreckung.
Nemo saltat sobrius.
„Niemand tanzt nüchtern.“
Nemo scit praeter me, ubi me soccus premat.
„Niemand außer mir weiß, wo mich der Schuh drückt.“ – Jovian
Nemo solus satis sapit.
„Niemand ist allein klug genug.“ – Plautus, Miles Gloriosus 885.
Nemo tenetur se ipsum accusare
„Niemand ist gehalten, sich selbst zu belasten“ – Rechtsgrundsatz, dessen Ausprägung das Selbstbelastungsverbot im Strafverfahren ist: Weder als Beschuldigter noch als Zeuge ist jemand verpflichtet, sich selbst zu belasten.

## Neque
Neque caro est neque piscis.
„Es ist weder Fleisch noch Fisch.“ – Der Spruch, der auf Erasmus von Rotterdam zurückgeht, bezieht sich auf das kirchliche Verbot, an Freitagen und in der Fastenzeit Fleisch zu essen, und bedeutet allgemein: Etwas ist uneindeutig, nicht bestimmbar.
Neque mel neque apes
„Kein Honig, keine Bienen“
 Neque moechaberis.
„Du sollst nicht ehebrechen.“ – Sechstes Gebot.
Neque semper arcum tendit Apollo.
„Apollon spannt nicht immer seinen Bogen.“ – Horaz will damit sagen, dass der Gott Apollon statt zum Bogen auch zur Cithara greift, also nicht immer mit Verderben droht. Der Dichter denkt da wohl an eine Begebenheit in Homers Ilias, wo Apollos Pfeile den Griechen den Tod bringen.

## Nervi
Nervi belli, pecunia infinita.
„Die Sehnen des Krieges sind unendlich viel Geld.“ – Nach Cicero, Philippica V, 5. Leitet sich her vom griechischen νεῦρα τῶν πραγμάτων (neura tōn pragmatōn).
Siehe auch Pecunia est nervus belli.
Nervi rei publicae
„Die Sehnen des Staates“ – Laut Cicero, De imperio Cn. Pompei, 17, die Steuereinkünfte. Leitet sich her vom griechischen νεῦρα τῶν πραγμάτων (neura tōn pragmatōn).

## Nervis
Nervis alienis mobile lignum
„Von fremden Kräften bewegte Holzpuppe“ – Zitat aus den Sermones („Gesprächen“) des Dichters Horaz (II 7,82), wo es heißt „duceris ut nervis alienis mobile lignum“ („führen lassen musst du dich wie eine Marionette“).

## Nervus
Nervus rerum
„Der Nerv der Dinge“ – Das Wesentliche der Sache – oft das Geld. Eine Wendung, die sich vom griechischen νεῦρα τῶν πραγμάτων (neura tōn pragmatōn) herleitet.

## Nihil

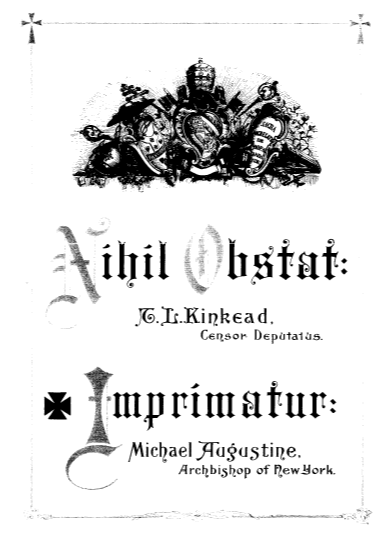
Kirchliche Imprimatur durch den Erzbischof von New York

Nihil enim lacrima citius arescit.
„Denn nichts trocknet schneller als eine Träne.“ – Auctor ad Herennium 2,50.
Als Begründung in der Rhetorik für die Anweisung, sich in der Gerichtsrede nicht allzu lange bei der Erregung von Mitgefühl aufzuhalten.
Auch bei Cicero (de inventione 1,349) findet sich der Satz: „Lacrima nihil citius arescit.“
Nihil enim minus in nostra est potestate quam animus.
„Nichts ist nämlich weniger in unserer Macht als unser Geist.“ – Der Philosoph und Theologe Peter Abaelard in einem Brief an seine frühere Geliebte Heloisa
Nihil est in intellectu, quod non sit prius in sensu.
„Nichts ist im Verstand/Geist, was nicht zuvor in den Sinnen war.“ – Der Ausspruch wird unter anderem Aristoteles „De anima“, Thomas von Aquin „De verit. II, 3“ und John Locke zugeschrieben.
Nihil fit sine causa.
„Nichts geschieht ohne Grund.“ – Kurzfassung des Satzes vom zureichenden Grund.
Nihil nisi punctum petebat Archimedes, quod esset firmum et immobile, ut integram terram loco dimoveret.
„Archimedes forderte nichts als einen Punkt, der fest und unbeweglich sei, um die ganze Erde von ihrem Ort wegzubewegen.“ – Beschreibung der Hebelgesetze des Archimedes. Griechisch wird diese Forderung folgendermaßen zitiert: „Δῶς μοι πᾶ στῶ καὶ τὰν γᾶν κινάσω.“ („Gebt mir einen festen Punkt und ich werde die Erde bewegen“.)
Nihil nocere
„Nicht schaden“ – Grundsatz in der Medizin, dass man dem Patienten nicht schaden darf. „Primum nil nocere“ („zuerst einmal nicht schaden“), ist ein Grundsatz der hippokratischen Tradition.
Nihil novi
„Nichts Neues“ – Verfassung des polnischen Reichstags zu Radom 1505, in der König Alexander von Polen der Landbotenkammer das Recht auf Gesetzgebung zuerkannte. Die Konstitution Nihil novi legalisierte den Sejm als Zweikammerversammlung.
Nihil novi sub sole
„Nichts Neues unter der Sonne“ – Aus der Vulgata, Prediger (Ecclesiastes) 1, 10.
Nihil obstat
„Es spricht nichts dagegen.“ – Ein Vermerk, gewöhnlich auf einer Titelseite, der besagt, dass ein katholischer Zensor ein Werk durchgesehen und nichts dem Glauben Widersprechendes oder moralisch Anstößiges in seinem Inhalt gefunden hat. Siehe auch Imprimatur.
Nihil per os (n. p. o.)
„Nichts zur Einnahme durch den Mund“ – Anweisung bei ärztlichen Verschreibungen
Nihil petere, nihil recusare
„Nichts anstreben, nichts ausschlagen“ – Einer der Leitsätze des ehemaligen österreichischen Vizekanzlers Hermann Withalm
Nihil sine deo
„Nichts ohne Gott“ – Devise der Hohenzollern als Könige von Rumänien
Nihil solidum nisi solum
„Nichts ist beständig außer Grund und Boden“ – Leitspruch des Kaspar Stockalper (1609–1691).
Nihil sub sole novum
„Nichts Neues unter der Sonne“ – „History repeating“, „alles wiederholt sich in der Geschichte“. Aus der Vulgata, Prediger (Ecclesiastes) 1, 10. Zitiert in verschiedenen Variationen, wie „nihil (nil) novi sub sole“ etc.
Nihil verum nisi mors
„Nichts ist wahr, außer dem Tode“

## Nil

Siegel des US-Bundesstaates Colorado mit dem Motto „Nil sine numine“

Nil admirari
„Nichts bewundern“ – Nach Pythagoras.
Nil dictum, quod non dictum prius.
„Nichts ist gesagt, was nicht früher gesagt worden ist.“
Nil fit, quod Deus non vult.
„Nichts geschieht, was Gott nicht will.“
Nil nisi bene
„Nichts außer gut“ – Vergleiche „De mortuis nil nisi bene“.
Nil nocere
„Nichts schaden“
Nil similius insano quam ebrius.
„Nichts ist einem Wahnsinnigen ähnlicher als ein Betrunkener.“
Nil sine numine
„Nichts ohne Gottes Willen“: Motto des US-Bundesstaates Colorado.
Nil sole et sale utilius.
„Nichts ist nützlicher als Sonne und Salz.“
Nil superest mali.
„Kein Übel ist ausgespart.“ – Seneca, Hercules Oetaeus 171.
Nil supra deos lacesso.
„Um weiter nichts bitte ich die Götter.“ – Horaz, carmen 2,18, 11 f.
Nil volenti difficile.
„Nichts ist dem Wollenden schwierig.“

## Nisi
Nisi Dominus frustra.
„Ohne den Herrn [ist alles] umsonst.“ – Nach Psalm 127: „Nisi Dominus aedificaverit domum, in vanum laborant, qui aedificant eam. Nisi Dominus custodierit civitatem, frustra vigilat, qui custodit eam.“
Motto der Stadt Edinburgh. Angebracht an vielen historischen Gebäuden, z. B. am Renaissanceportal in Braunschweig, Gördelingerstraße/Bartholomäustwete aus dem Jahre 1584.

## Nobis

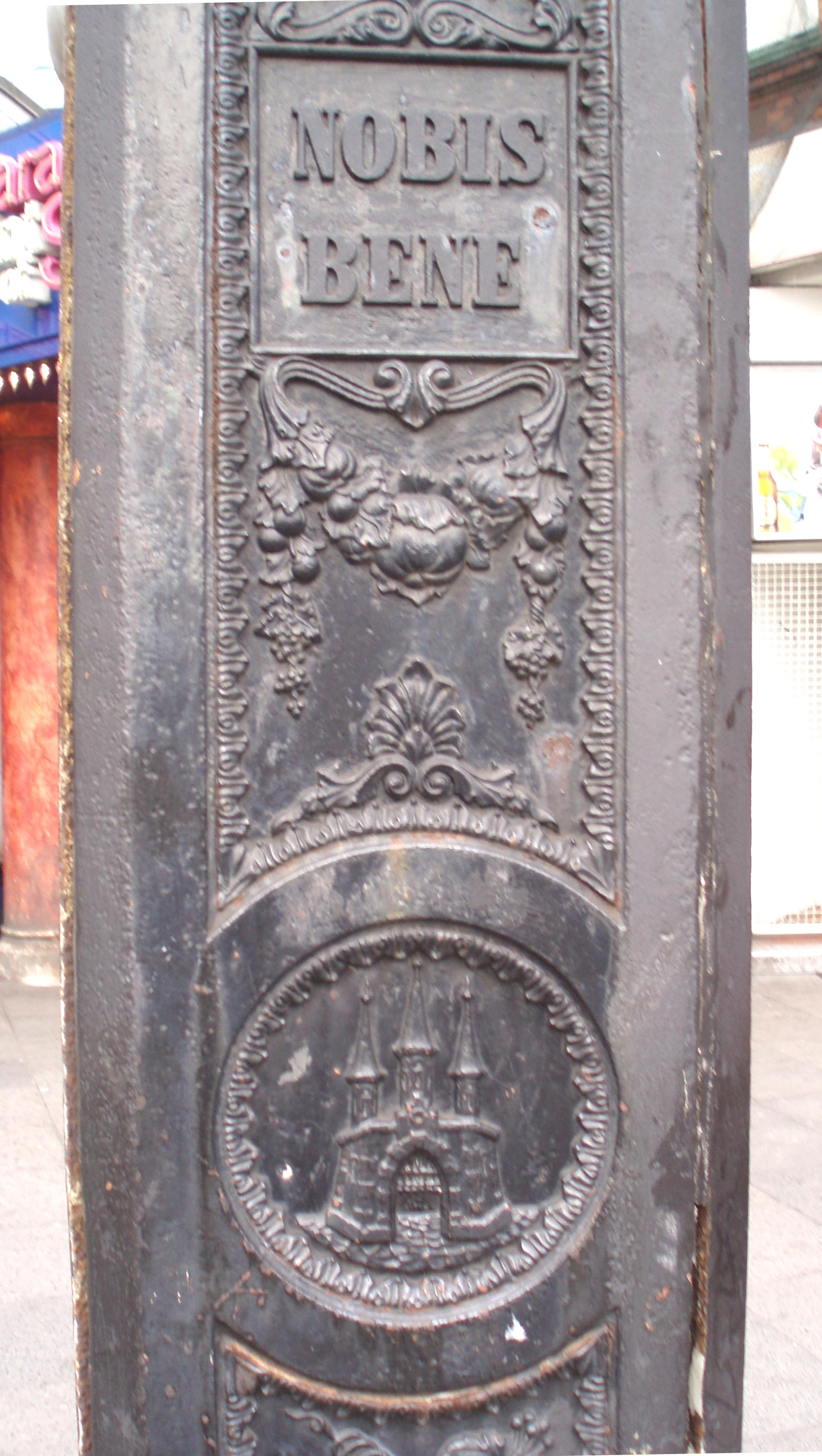
Inschrift am Nobistor in Hamburg

Nobis bene
„Uns wohl“ – Verkürzt aus: „Nobis bene, nemini male“ („Uns wohl, niemandem übel“), vom Wappen Altonas auf der Südseite des Nobistor-Pfeilers an der Reeperbahn 170, ein schon im 18. Jahrhundert nachweisbarer Trinkspruch. Die Inschrift war allerdings nicht namengebend für das Nobistor. Sie stammt aus einer Zeit, als die ursprüngliche Bedeutung der Bezeichnung Nobiskrug vergessen war oder durch einen Sinnspruch mit „nobis“ verdrängt werden sollte.

## Nocere
Nocere facile est, prodesse difficile.
„Schaden ist leicht, nützen schwierig.“ – Zitat aus Quintilian, Institutio oratoria, 8, 5, 3.

## Nocet
Nocet empta dolore voluptas.
„Ein mit Schmerz erkauftes Vergnügen schadet.“ – Zitat aus Horaz Epistulae 2, 55.

## Nolens
Nolens (aut) volens
„Nicht wollend oder wollend“ – Im Sinne von „gewollt oder ungewollt“, „unfreiwillig“, „wohl oder übel“, „notgedrungen“, „zwangsläufig“ verwendet.

## Noli

Rückseite der ersten Flagge (1861) des US-Bundesstaates Alabama

Noli equi dentes inspicere donati.
„Untersuche nicht die Zähne eines geschenkten Pferdes.“ – „Einem geschenkten Gaul schaut man nicht ins Maul.“
Noli me tangere
„Rühr mich nicht an!“ – Nach Joh 20,17  die Worte Christi an Maria Magdalena nach seiner Auferstehung am Ostermorgen.
Motto des US-Bundesstaates Alabama.
Noli turbare circulos meos.
„Störe meine Kreise nicht!“ – Laut Überlieferung Ausruf des Mathematikers Archimedes von Syrakus, als ein römischer Soldat bei der Eroberung Syrakus’ ihn beim Zeichnen im Staub störte. Übersetzung des griechischen Μή μου τοὺς κύκλους τάραττε.

## Nolle
Nolle in causa est, non posse praetenditur.
„Nicht wollen ist der Grund, nicht können nur eine Ausrede.“
Seneca spricht hier von den Fehlern (vitia) der Menschen und der hauptsächlichsten Schwäche, zu behaupten, man könne sie nicht ablegen. Er schließt die Darlegung mit den Worten: „Du weißt, warum wir es nicht können? Weil wir glauben, es nicht zu können. Aber – bei Gott! – in Wirklichkeit ist es ganz anders. Weil wir unsere Fehler lieben, verteidigen wir sie und wollen sie lieber entschuldigen als ablegen. Genügend Stärke hat die Natur dem Menschen gegeben, wenn wir sie nur nutzen, wenn wir unsere Kräfte zusammennehmen und alle für uns, nicht gegen uns einsetzen wollten. Es nicht wollen, ist der Grund, es nicht können, nur eine Ausrede.“
Nolle prosequi
„Auf ein Strafverfahren verzichten“ – Im englischen Rechtssystem der Antrag des Staatsanwaltes oder eines Klägers auf Einstellung des Verfahrens, gewöhnlich zum Zwecke einer außergerichtlichen Einigung.

## Nolo
Nolo episcopari.
„Ich will nicht Bischof werden.“ – Bescheidenheitsäußerung bei der Bischofsweihe.
Der Codex Iustinianus (I 3,30,4 f;) sah als Procedere vor, „dass der Bischof nicht durch einen Kaufpreis, sondern durch Bitten bestellt werde: Er muss von der Amtserschleichung so weit entfernt sein, dass man ihn fragt als einen, der gezwungen werden muss, dass er, gebeten, sich weigert und dass er, aufgefordert, sich entzieht. […] Denn in der Tat geeignet für das Weiheamt ist nur, wer gegen seinen Willen bestellt wird.“

## Nomen
Nomen est omen.
„Der Name hat Bedeutung.“
Nomen nescio/Nomen nominandum (N. N.)
„Ich weiß den Namen nicht.“ – „Name unbekannt“/„noch zu nennender Name“, beispielsweise als Platzhalter in Namenslisten.

## Nomina
Nomina si nescis, perit et cognitio rerum.
„Wenn du die Namen nicht kennst, verliert sich auch die Kenntnis der Dinge.“ – Feststellung des schwedischen Naturwissenschaftlers Carl von Linné, der die Grundlagen der modernen Taxonomie, die sprachwissenschaftliche Klassifikation aller Lebewesen, entwickelte.
Nomina stultorum semper parietibus haerent.
„Die Namen der Dummen haften immer an den Wänden.“ – Antikes Graffito eines Verses, der in etwa dem deutschen „Narrenhände beschmieren Tisch und Wände“ entspricht.
Nomina sunt odiosa.
„Namen sind verpönt.“ – Die Namen werden besser nicht genannt. D. h. es ist oft schon schlimm, nur den Namen zu nennen. Bei Ovid handelte es sich um eine Aufzählung verhasster Orte. Cicero spricht in seiner Rede „pro Roscio Amerino“ (47):
„Homines notos sumere odiosum est, cum et illud incertum sit, velintne hi sese nominari.“
„Angesehene Leute nennen, ist eine heikle Sache, da es auch zweifelhaft ist, ob sie selbst genannt werden wollen.“

## Non

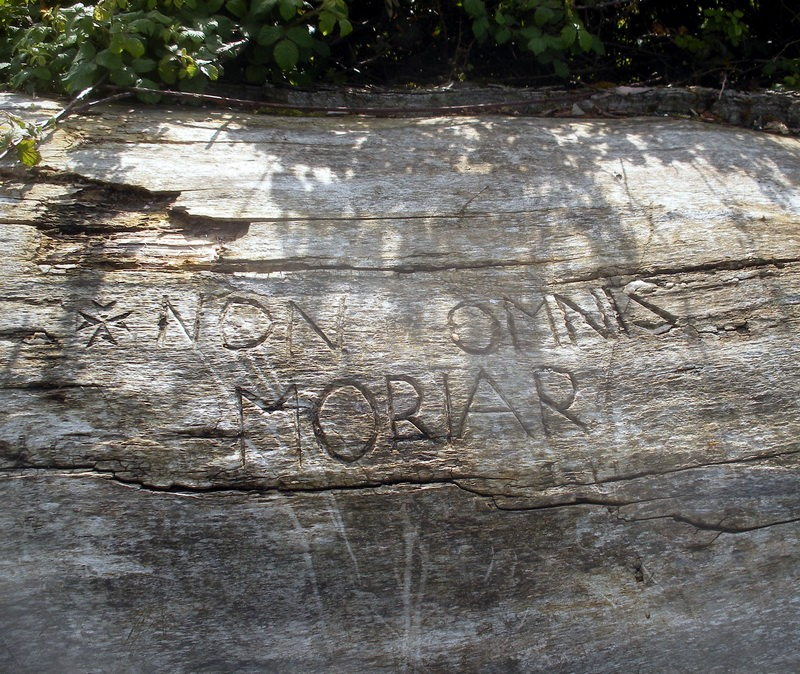
Non omnis moriar.

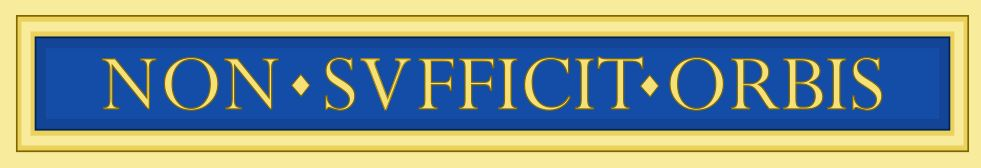
Wahlspruch des spanischen Königs Philipp II.

Non bene pro toto libertas venditur auro.
„Nicht für alles Gold wird die Freiheit teuer genug verkauft.“ – Dieser Vers (Hexameter) des kroatischen Dichters Ivan Gundulić wurde zum Wahlspruch der Republik Ragusa bzw. der Stadt Dubrovnik.
Non causa pro causa
„Nicht-Ursache anstelle der Ursache“ – Ein logischer Fehlschluss.
Non cedit umbra soli.
„Der Schatten weicht nicht der Sonne.“ – Wahlspruch des Grafen Joachim von Ortenburg, mit dem er ausdrückte, dass er in seiner Grafschaft unnachgiebig gegen Herzog Albrecht V. von Bayern am Protestantismus festhielt.
Non compos mentis oder Non compos sui
„Nicht Herr seiner Sinne/seiner selbst“
Non decipitur, qui scit se decipi
„Wer sich bewusst betrügen lässt, wird nicht betrogen.“
Non est in medico semper, relevetur ut aeger,
interdum docta plus valet arte malum.
„Es liegt nicht immer in der Hand des Arztes, dass der Kranke genest,
zuweilen ist das Übel stärker als seine gelehrte Kunst.“ (Ovid, Pont. 1,3,17–18)
Non habebis deos alienos in conspectu meo.
„Du sollst keine anderen Götter neben mir haben.“: Erstes Gebot.
Non licet omnibus Corinthum adire.
„Nicht allen ist es erlaubt, Korinth anzulaufen“ – Vereinfacht aus dem Horazvers „Non cuivis homini contingit adire Corinthum“: „Nicht jedermann gelingt es, nach Corinth zu kommen.“ (Epistulae I,17,36)
Non liquet.
„Es besteht keine Klarheit.“
Non mihi solum
„Nicht für mich allein“
Non multa, sed multum.
„Nicht vielerlei, sondern viel!“ – Nicht vielerlei treiben, sondern eine Sache intensiv und genau. Variante zu Multum, non multa.
Non nobis, Domine, non nobis, sed Nomini Tuo da gloriam.
„Nicht uns, o Herr, nicht uns, sondern Deinem Namen gib Ehre.“ - Psalm 113,9  (bzw. 115,1). Dort Untermalung einer Bitte, wird es als alleinstehendes Zitat gewöhnlich als Dank gemeint, indem man auf die eigene Ehre (für etwa eine gewonnene Schlacht oder dergleichen) verzichtet und diese Gott zurückgibt. Auch abgekürzt: „Non nobis!“
Non nobis solum nati sumus.
„Wir sind nicht für uns allein geboren.“ – Cicero, De officiis 1,22
Non obstante veredicto
„Ungeachtet des Urteils“ – Antrag an das Gericht, das Urteil der Geschworenen zu ignorieren, fälschlich oft „Non obstante verdicto“.
Non occides.
„Du sollst nicht töten.“ – Fünftes Gebot.
Non omnia possumus omnes.
„Wir können nicht alle alles.“ – Vergil, Eklogen, 8, 64
Non omnis moriar.
„Ich werde nicht ganz sterben.“ – Aus den Oden des Dichters Horaz (III, xxx):
„Non omnis moriar, multaque pars mei vitabit Libitinam.“ – „Sterben werd ich nicht ganz, vieles von mir wird einst Libitinen entfliehn.“
Non plus ultra.
„Nicht darüber hinaus.“ – „Bis hierher und nicht weiter!“
Non possumus.
„Wir können nicht.“: Kirchliche Ablehnungsformel gegenüber Forderungen der weltlichen Macht, die den Glaubensgrundsätzen widersprechen; auf die Weigerung der Märtyrer der heiligen Bücher, auf Gottesdienst und Abendmahlsfeier zu verzichten, sowie auf die Weigerung der Apostel, auf die Predigt und Lehre im Namen Jesu zu verzichten (siehe Apg 4,20 ) zurückgeführt.
Non quia difficilia sunt, non audemus, sed quia non audemus, difficilia sunt.
„Nicht weil es schwer ist, wagen wir es nicht, sondern weil wir es nicht wagen, ist es schwer.“ – Seneca.
Non recuso laborem.
„Ich verweigere die Mühe nicht.“ – Sterbewort des heiligen Martin von Tours, überliefert von Sulpicius Severus, ep. III; häufig als Wahl- und Wappenspruch.
Non scholae, sed vitae discimus
„Nicht für die Schule, sondern für das Leben lernen wir.“ – Umkehrung der Klage Senecas in den Epistulae morales 106,12.
Non sequitur
„Es folgt nicht daraus“ – eine Folgerung, die auf fehlerhafter Logik gründet.
Non serviam
„Ich werde nicht dienen.“ – Trotzige Antwort des Teufels an Gott.
 Non soli cedit
„Er weicht nicht vor der Sonne.“ – Er lässt sich nicht blenden. Von König Friedrich Wilhelm I. von Preußen eingeführtes Motto über dem Adler auf den Fahnen der Armee. Der Satz war gegen den Sonnenkönig Ludwig XIV. von Frankreich gerichtet.
Non sufficit orbis
„Die Welt ist nicht genug.“ – Wahlspruch Philipp II. (1527–1598), König von Spanien.
Geprägt wurde die Sentenz bereits im 1. Jahrhundert n. Chr. von Lukan, der sie in seinem Epos De bello civili („Über den Bürgerkrieg“, auch bekannt als Pharsalia) zweimal gebrauchte, beide Male mit negativen Assoziationen – der erste Verweis bezieht sich auf eine Gruppe von Meuterern gegen Caesar, darunter sein ehemaliger Feldherr Titus Labienus, der zweite auf den ehrgeizigen Julius Caesar selbst.
Der etwas jüngere Juvenal griff den Spruch einige Jahrzehnte später auf und nutzte ihn zur Charakterisierung Alexanders des Großen. Er erweiterte zugleich die Bedeutung durch Hinzufügung eines Wortes: „Unus non sufficit orbis.“ – „Eine einzige Welt genügt ihm nicht“ oder „eine Welt allein ist ihm nicht genug“.
Abwandlung: Orbis non sufficit.
Non testatum (n. t.)
„Nicht bestätigt“ (gemeint: von einem weiteren Gewährsmann)
Als „n. t.“ abgekürzt angebliche Herkunft des Wortes von der Zeitungsente.
Non usurpabis nomen Domini Dei tui frustra
„Du sollst den Namen Gottes nicht missbrauchen.“: Zweites Gebot.
Non ut edam vivo, sed ut vivam edo
„Nicht um zu essen, lebe ich, sondern um zu leben, esse ich.“ – Zitat aus den Werken des Quintilian.
Non vitae, sed scholae discimus
„Nicht für das Leben, sondern für die Schule lernen wir.“ – Senecas Meinung über das römische Schul- und Bildungssystem (Epistulae morales 106,12).

## Nondum
Nondum omnium dierum sol occidit.
„Die Sonne aller Tage ist noch nicht untergegangen.“ – „Es ist nicht aller Tage Abend.“

## Nos
Nos sumus testes.
„Wir sind Zeugen“
Der Wahlspruch im Schriftband Erzbischof Woelkis; dieser entstammt der Apostelgeschichte (Apg 5,32 ).

## Nosce

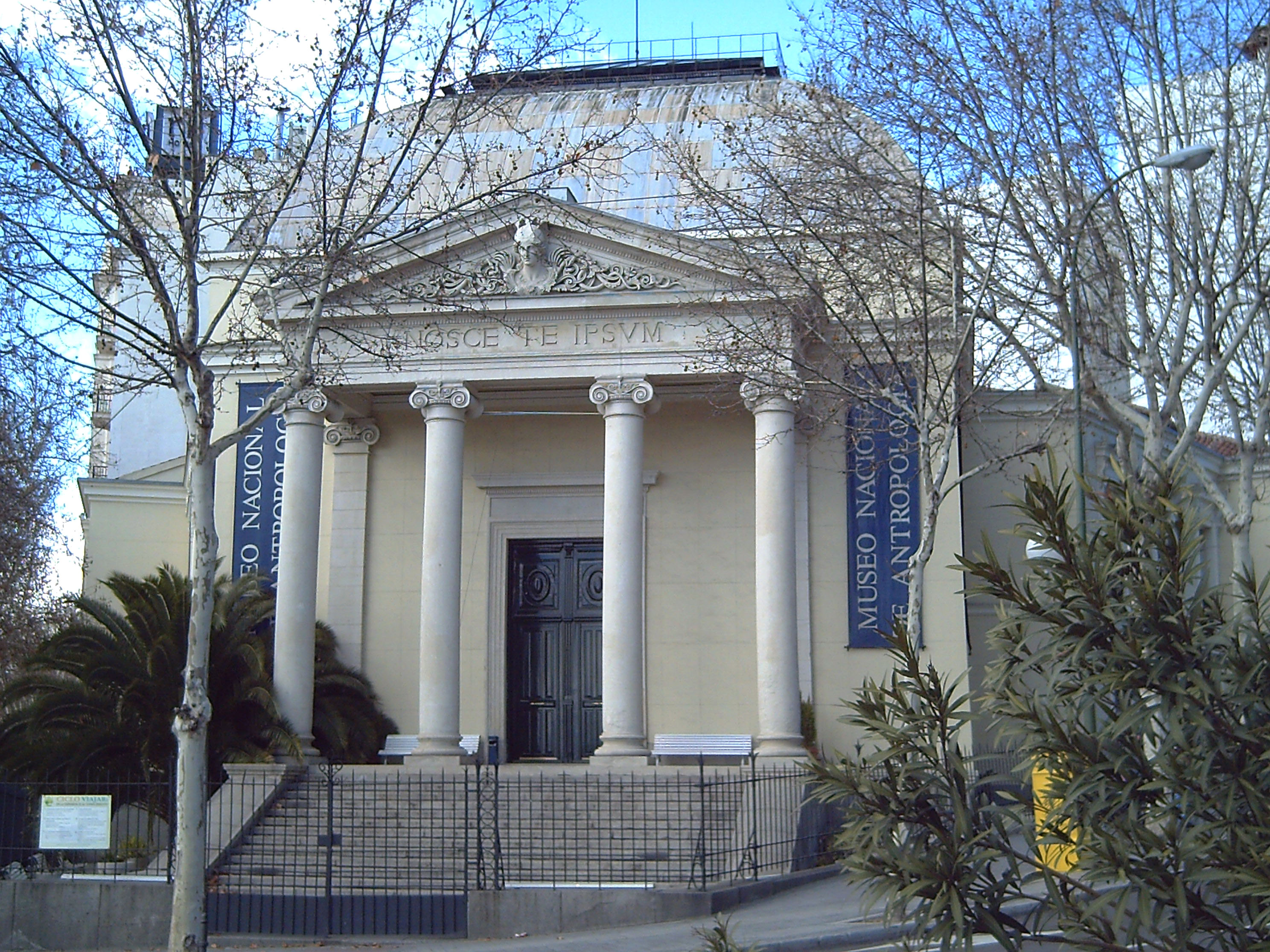
Fassade des Anthropologiemuseums in Madrid mit der Aufschrift „Nosce te ipsum.“

Nosce te ipsum
„Erkenne dich selbst!“ – Übersetzung ins Lateinische der griechischen Inschrift Gnothi seauton (Γνῶθι σεαυτόν) am Apollotempel im Heiligtum von Delphi.
Auf diesen Ursprung weist z. B. Cicero hin: „Iubet igitur nos Pythius Apollo noscere nosmet ipsos“ („So befiehlt uns also der Apollo von Delphi, uns selbst zu erkennen“).
Andere Variante: Temet nosce.

## Noscitur
Noscitur ex socio, qui non cognoscitur ex se.
„An seinem Gefährten lässt sich erkennen, wer nicht aus sich selbst erkannt wird.“ – Thomasius.

## Nosse
Nosse suos morbos, haec est via prima salutis.
„Seine Krankheiten zu erkennen, das ist der erste Weg der Heilung.“ – Thomasius.

## Nota
Nota bene (n. b.)
„Merke wohl!“ – „Bitte beachten“, „wichtiger Hinweis“. Der Plural der Floskel ist „notate bene“.

## Notus
Notus a vespere solis ad ortus
„Bekannt vom Abend bis zum Sonnenaufgang“ (d. h. von Westen bis Osten) – Zitat aus den Werken des Dichters Ovid

## Novissima
Novissima verba
„Die letzten Worte“ – Die letzten Worte eines Sterbenden.

## Novum
Novum Testamentum in Vetere latet, et in Novo Vetus patet.
„Das Neue Testament liegt im Alten verborgen, das Alte wird im Neuen aufgedeckt.“ – Vom Kirchenlehrer Augustinus von Hippo (Quaestiones in Heptateuchum 2, 73) geprägter und von den Reformatoren wieder aufgegriffener Satz, der besagt, dass Christus und sein Erlösungswerk am Kreuz bereits im Alten Testament angedeutet werden.

## Novus

Rückseite des Großen Siegels der Vereinigten Staaten mit dem Motto Novus ordo seclorum

Novus ordo seclorum
„Neue Folge der Weltalter“ – Neue Weltordnung; Motto auf dem Großen Siegel der USA; Vergil bezeichnete so die augusteische Regierungszeit.
Novus rex, nova lex
„Neuer König, neues Gesetz“ – Wird auch verwendet, wenn jemand ein neues Amt antritt und neue Regeln einführt.

## Nulla/Nullam

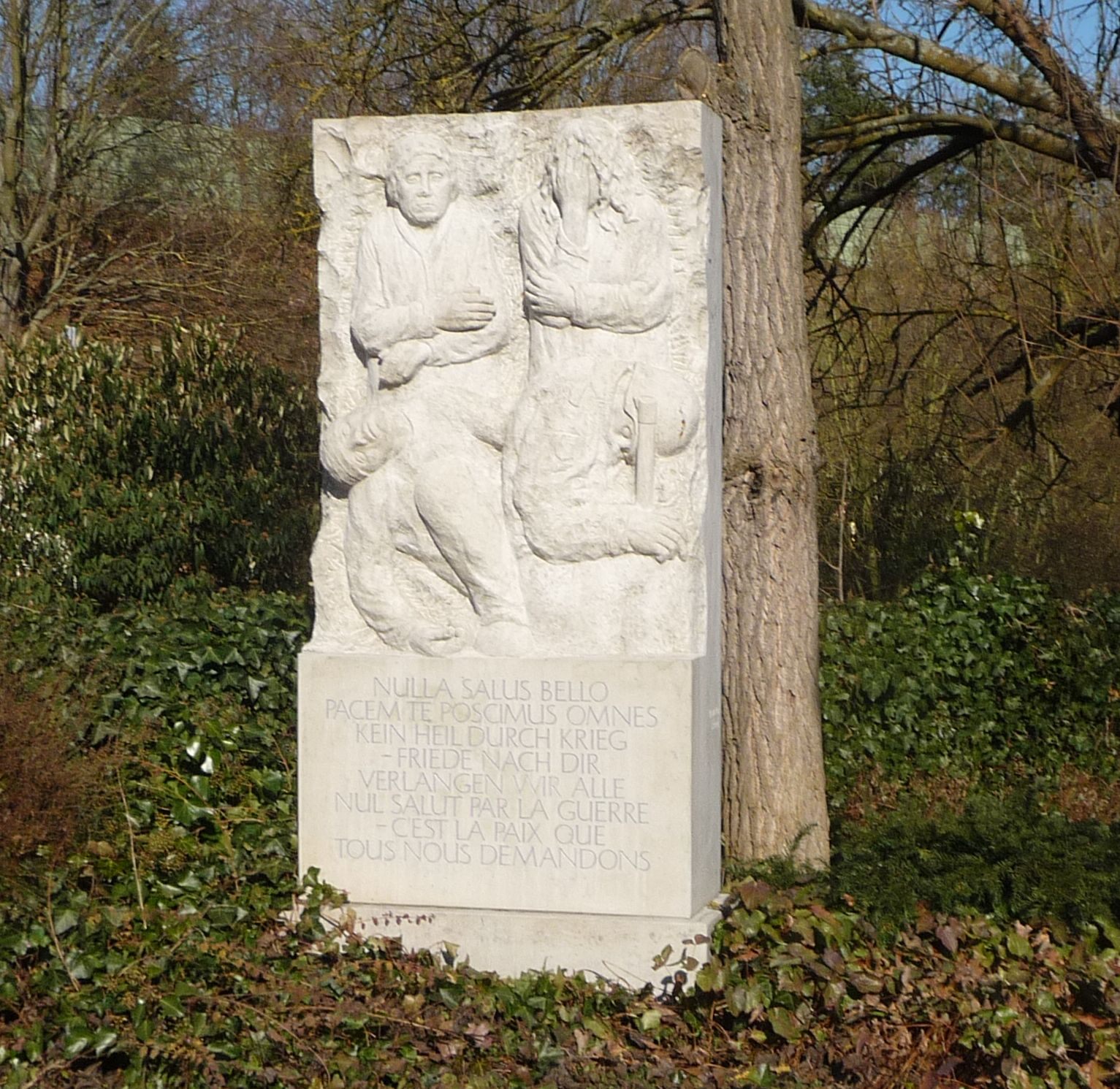
Denkmal in Dudenhofen: Nulla salus bello.

Nulla dies sine linea.
„Kein Tag ohne Linie.“ – Dieser Satz geht auf eine Anekdote über den Maler Apelles zurück, die Plinius der Ältere erzählt:
„Apelli fuit alioqui perpetua consuetudo numquam tam occupatum diem agendi, ut non lineam ducendo exerceret artem, quod ab eo in proverbium venit.“ – „Apelles hatte übrigens die ständige Gewohnheit, keinen Tag so beschäftigt zu verbringen, dass er nicht mit dem Ziehen einer Linie seine Kunst ausübte, was von daher ins Sprichwort einging.“
Die elliptische Form findet sich erstmals als Marginalie in dem Nachschlagewerk Cornucopiae des italienischen Humanisten Niccolò Perotti (1430–1480).
In der Neuzeit wurde es zum Motto von Schriftstellern, linea wurde also zur „Zeile“ umgedeutet.
Nulla poena sine culpa
„Keine Strafe ohne Schuld“ – Rechtsgrundsatz, demzufolge niemand für eine Tat bestraft werden darf, wenn ihn keine Schuld trifft (Schuldprinzip).
Nulla poena sine lege
„Keine Strafe ohne Gesetz“ – Rechtsgrundsatz, der als Rückwirkungsverbot im Strafrecht bezeichnet wird. Der Begriff wurde als römische Rechtsregel bereits von Ulpian im 2. Jahrhundert zitiert. Danach kann eine Kriminalstrafe nur dann die wirksame Rechtsfolge eines Sachverhalts sein, wenn dieser als bestimmter, nicht bloß bestimmbarer Tatbestand in einem förmlichen Gesetz fixiert ist.
Nulla poena sine lege certa
„Keine Strafe ohne bestimmtes Gesetz“ – Bestimmtheitsgebot
Nulla poena sine lege praevia
„Keine Strafe ohne vorheriges Gesetz“ – Rückwirkungsverbot
Nulla poena sine lege scripta
„Keine Strafe ohne geschriebenes Gesetz“ – Verbot der Bestrafung nach Gewohnheitsrecht
Nulla poena sine lege stricta
„Keine Strafe ohne strenges Gesetz“ – Analogieverbot
Nulla salus bello.
„Kein Heil gibt es durch Krieg.“ – Vergil Aeneis, 11,362
Das Zitat lautet vollständig: „Nulla salus bello, pacem te poscimus omnes.“
„Kein Heil ist im Krieg, Frieden fordern wir alle von dir.“
Nulla unda tam profunda
quam vis amoris furibunda.
„Keine Quelle, so tief und schnelle
Als der Liebe reißend’ Welle.“
Nullam rem natam
„Kein geborenes Ding“ – „Nichts“ (Akkusativ)

## Nulli/Nullo
Nulli cedo.
"Ich weiche niemandem."
Variante mit Wortstellung entsprechend Klassischem Latein von Cedo nulli, die ihrerseits eine Version von Concedo nulli ist.
Alle Varianten werden Erasmus zugesprochen, als Wahlspruch verwendete er aber nur die letztere.
Nulli nisi audituro dicendum est.
Zu sprechen hat man nur mit einem, der hören will. (Seneca, Epistulae morales 29,1)
Nulli secundus.
"Für niemanden Zweiter." – Niemandem nachstehend, niemals Zweiter, immer der Beste.
Im englischen Sprachraum relativ populär (englische Übersetzung: „second to none“). Es wird dort als Motto mehrerer Militärverbände genutzt – vor allem im Bereich des ehemaligen British Empire, darunter dem Garderegiment Coldstream Guards –, aber auch außerhalb des Militärs.
Nullo actore nullus iudex
„Wo kein Kläger, da kein Richter.“

## Numerantur
Numerantur sententiae, non ponderantur.
„Stimmen werden gezählt, nicht gewichtet.“

## Numerus
Numerus clausus (n. c.)
„Begrenzte Anzahl“ – Allgemein gebräuchlich zur Bezeichnung von Begrenzungen einer Anzahl.

## Numquam
Numquam accedo, quin abs te abeam doctior.
„Niemals gehe ich zu dir, ohne dass ich dich gelehrter verlasse.“ – Terenz, Eunuchus 791
Numquam enim non sunt angeli.
„Niemals sind keine Engel anwesend.“ – Erasmus von Rotterdam.
Numquam nos verecundiores esse debemus quam cum de diis agitur.
„Nie müssen wir ehrfürchtiger sein, als wenn von Göttern die Rede ist.“ – Seneca, Naturales quaestiones
Numquam periculum sine periculo vincitur.
„Niemals wird Gefahr ohne Gefahr besiegt.“
Numquam quale sit illud, de quo disputabitur, intellegi poterit, nisi, quod sit, fuerit intellectum prius.
„Man wird nie die Eigenschaft eines Diskussionsgegenstandes verstehen können, wenn man nicht vorher begriffen hat, worin er besteht.“ – Cicero, de re publica 1,38.
Voraussetzung einer gelingenden Diskussion ist die von allen akzeptierte Definition des Gegenstandes der Diskussion.
Numquam retro
„Niemals zurück!“ – Auf den österreichischen Polarforscher Carl Weyprecht zurückgehender Leitspruch des Österreichischen Jagdkommandos.
Numquam retrorsum.
„Niemals zurück!“ – Der Wiener Kardinal Innitzer begrüßte die Ausschaltung des Parlaments im März 1933 als „Anbruch einer neuen Zeit“, die er mit dem Zeitalter der Gegenreformation verglich. Den von Taras Borodajkewycz organisierten Katholikentag im Oktober 1933 stellte er unter das Motto Numquam retrorsum. Vergleiche Nunquam retrorsum.
Numquam Stygias fertur ad umbras inclita virtus.
„Niemals wird zu den Stygischen Schatten rühmenswerte Tugend gebracht.“ – Seneca (Hercules Oetaeus 1983 f).
Dort heißt es: „Niemals eilt zu den stygischen Schatten ruhmreiches Heldentum: Seid im Leben tapfer, dann wird euch nicht der jähe Tod durch Lethes Ströme schleppen, sondern wenn das letzte Stündlein schlägt am Ende euerer Tage, öffnet der Ruhm den Weg nach oben.“ Entsprechend der griechischen Sage stellt der Fluss Styx die Grenze zwischen der Welt der Lebenden und dem Totenreich Hades dar. Lethe ist in der griechischen Mythologie einer der Flüsse in der Unterwelt. Man glaubte, dass derjenige, der Wasser aus dem Lethe trinkt, seine Erinnerungen vergisst.

## Nunc

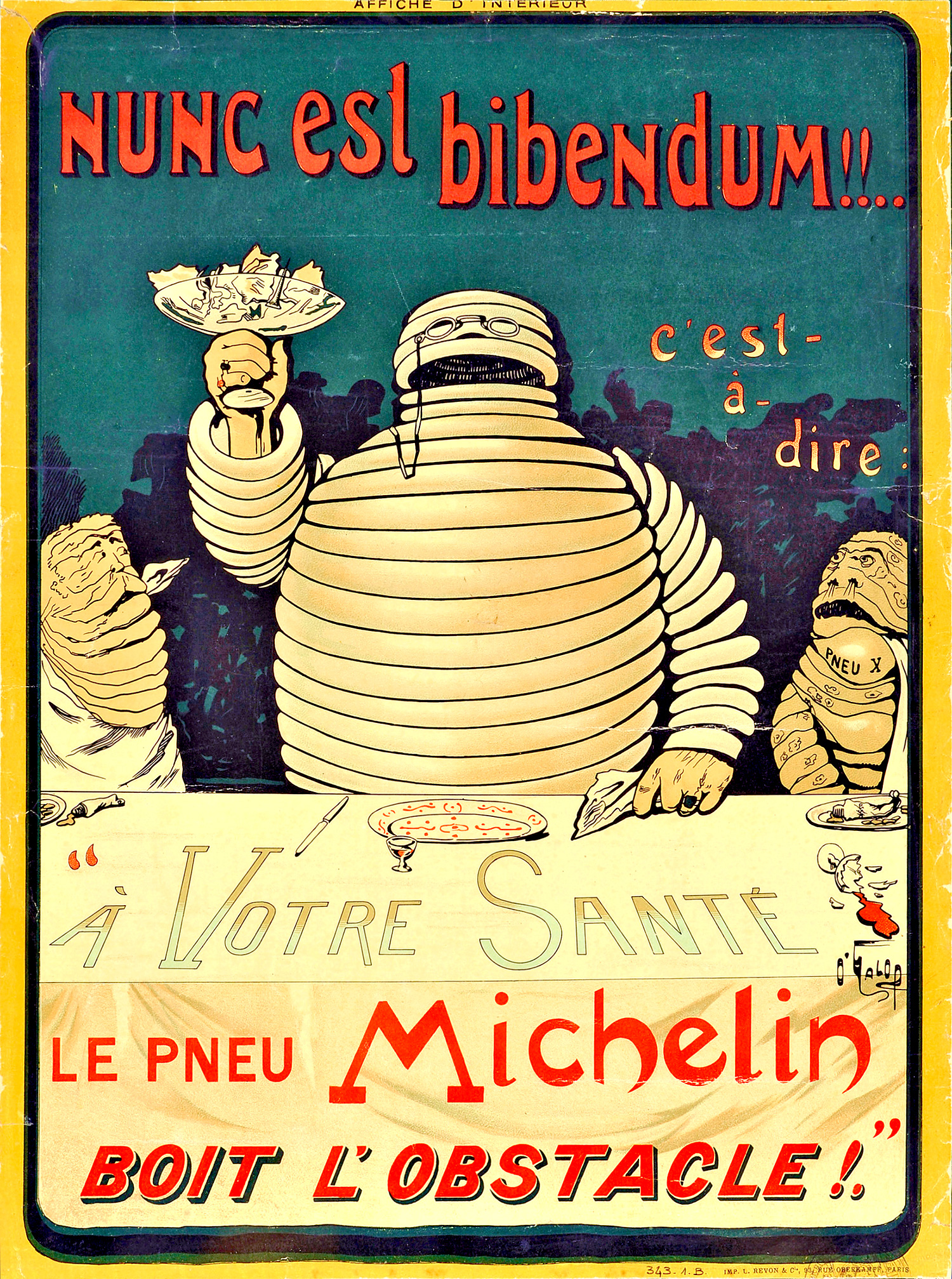
„Nun wird getrunken! Auf Ihr Wohl! Der Michelin-Reifen verschluckt die Hindernisse!“

Nunc est bibendum.
„Nun muss getrunken werden.“ – Trinkspruch in Studentenverbindungen, nach Horaz, Carmina 1,37: „Nunc est bibendum“. Daher stammt auch der Name Bibendum des Michelin-Reifenmännchens in der Werbung.
Nunc totus Graiias nostrasque habet orbis Athenas.
„Jetzt besitzt die ganze Welt das griechische und unser Athen.“ – Juvenal, Satire 15,110.
Dieser Vers drückt mit einigem Stolz aus, dass sich griechisch-römische Bildung über den ganzen Erdkreis ausbreitet.
Nunc tuum ferrum in igne est.
„Jetzt ist dein Eisen im Feuer.“ – Mach was draus, solange es noch geht.

## Nunquam
Nunquam otiosus.
„Niemals müßig.“ – Wahlspruch der Deutschen Akademie der Naturforscher Leopoldina in Halle (Saale). Wahlspruch auch Robert Kochs.
Nunquam retrorsum.
„Niemals zurück.“ – Wahlspruch der Welfen.
Siehe auch Numquam retro und Numquam retrorsum.

## Nusquam
Nusquam est, qui ubique est.
„Nirgends ist, wer überall ist.“ – Seneca, Epistulae morales 2,2
Nusquam melius morimur homines, quam ubi libenter viximus.
„Nirgends sterben wir Menschen besser als dort, wo wir gerne gelebt haben.“ – Publilius Syrus, Sententiae N 9

## Nutrimentum

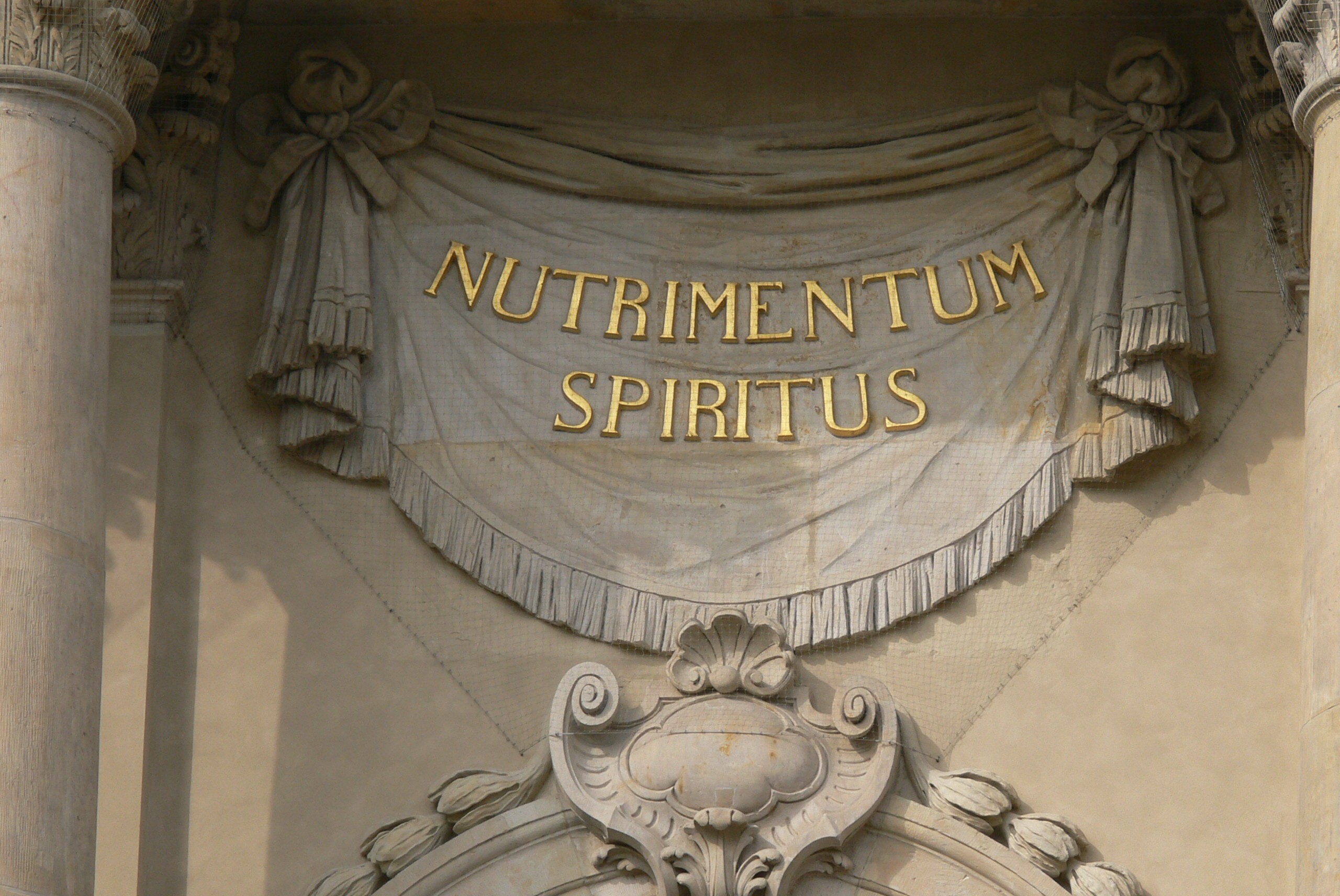
Inschrift Nutrimentum spiritus

Nutrimentum spiritus
„Nahrung des Geistes“ – Spruch unter dem Architrav am Hauptportal der Alten Bibliothek am Bebelplatz in Berlin, erbaut 1775–1780.

## Nutrisco
Nutrisco et extinguo
„Ich nähre mich davon und lösche es“
Devise über dem Symbol des französischen Königs Franz I., einem gekrönten Feuersalamander, der nach mittelalterlicher Vorstellung Elementargeist des Feuers ist.

## Nutrit
Nutrit pax Cererem, pacis amica Ceres.
„Der Frieden nährt die Ceres, Freundin des Friedens ist Ceres.“ – Ceres ist eine römische Göttin vor allem des Ackerbaus.

## Nutritur
Nutritur vento, vento restinguitur ignis.
„Wind facht an das Feuer und Wind kanns wieder verlöschen“ – Ovid, Remedia amoris 807, über die Liebesglut.

## Nux
Nux cassa
„Taube Nuss“ – Bezeichnung für einen wertlosen Gegenstand oder Kritik an einem Menschen